# Sjötusensnäcka
Sjötusensnäcka (Marstoniopsis insubrica) är en snäckart som först beskrevs av Ernst Küster 1853.  Sjötusensnäcka ingår i släktet Marstoniopsis, och familjen tusensnäckor. Arten är reproducerande i Sverige.